# 贝唐库尔拉隆格
贝唐库尔拉隆格（法語：Bettancourt-la-Longue，法語發音：[bɛtɑ̃kuʁ la lɔ̃ɡ]）是法国马恩省的一个市镇，位于该省东部偏南，属于维特里勒弗朗索瓦区。

## 地理
贝唐库尔拉隆格（48°49'43"N, 4°53'18"E）面积6.09 平方千米，位于法国大東部大區马恩省，该省份为法国东北部内陆省份，北起阿登省，西北接埃纳省，西南接塞纳-马恩省，南至奥布省，东南接上马恩省，东临默兹省。
与贝唐库尔拉隆格接壤的市镇（或旧市镇、城区）包括：阿利扬塞勒、沙尔蒙、奥尔南河畔朗库尔、韦尔南库尔、维莱勒塞克、弗鲁瓦勒。

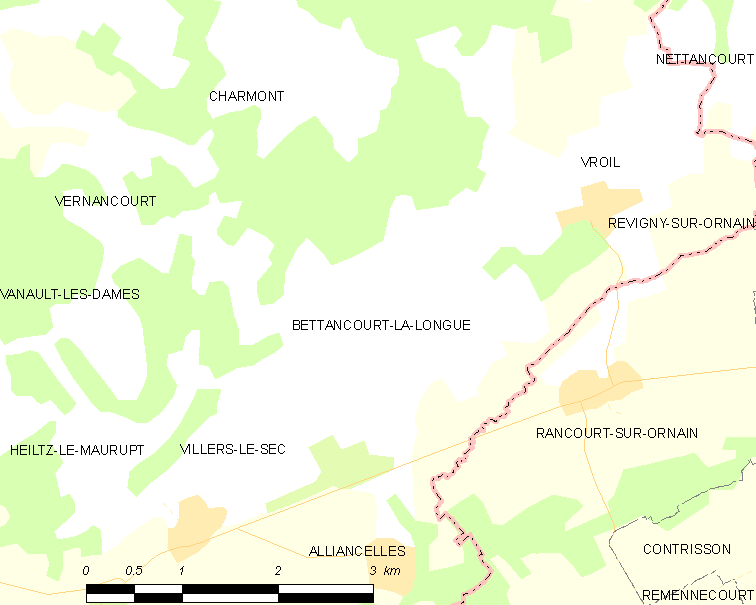
贝唐库尔拉隆格的OSM定位图

贝唐库尔拉隆格的时区为UTC+01:00、UTC+02:00（夏令时）。

## 行政
贝唐库尔拉隆格的邮政编码为51330，INSEE市镇编码为51057。

## 政治
贝唐库尔拉隆格所属的省级选区为塞迈兹莱班县。

## 人口

1962-2008年间贝唐库尔拉隆格人口变化图示

贝唐库尔拉隆格于2022年1月1日时的人口数量为75人。